# (466826) 2015 BG190
(466826) 2015 BG190 es un asteroide perteneciente al cinturón de asteroides, descubierto el 17 de diciembre de 2003 por el equipo Spacewatch desde el Observatorio Nacional de Kitt Peak (Arizona, Estados Unidos).